# Olimpia Basketball Club
Olimpia Basketball Club es un club de baloncesto, de la ciudad de Venado Tuerto, provincia de Santa Fe, Argentina. Actualmente disputa el Torneo Regional de baloncesto de la provincia. Es la institución más popular de dicha ciudad en este deporte. Entre el año 2009 y 2016 el club estuvo en un proceso de quiebra.
Olimpia participó en siete temporadas de la Liga Nacional de Básquet, máxima categoría argentina, y obtuvo el título en 1996. Ascendió en 1991, disputando su primera temporada en 1992 y en 1999 descendió al Torneo Nacional de Ascenso donde participó hasta la temporada 2006-07. 
Además del título nacional, fue subcampeón en la temporada 1994-95 e internacionalmente se consagró campeón de la Liga Sudamericana de Clubes en 1996 y disputó la Copa Intercontinental de Clubes FIBA ese mismo año.

## Historia
Fue fundado un 26 de agosto de 1940 en el Barrio General San Martín, de la ciudad de Venado Tuerto. La sede del club se encuentra en calle 2 de abril 476. En los comienzos del club, en aquellos años, tomo como colores oficiales el rojo y el negro, pero el blanco siempre tuvo lugar también en todas las indumentarias que vistieron al equipo desde ese entonces a la actualidad.

### Años en el ascenso
Olimpia participó por primera vez en el ascenso del baloncesto nacional en 1988, cuando integró la Liga "B". En aquella temporada terminó duodécimo, manteniéndose en la divisional. En 1989 finalizó vigésimo tercero y en la temporada 1990-91 logró disputar una de las finales por el ascenso ante River Plate de Buenos Aires. River Plate ganó el primer juego, jugado en Buenos Aires, 82 a 81, mientras que Olimpia ganó el segundo 83 a 80, también en Capital Federal. En su estadio Olimpia ganó los dos siguientes encuentros (98 a 92 y 86 a 84) y logró el ascenso a la Liga Nacional de Básquet. Tras ello, solo le quedó disputar la final por el campeonato, la cual perdió ante Quilmes de Mar del Plata por diferencia de tantos (97 a 107 y 99 a 90).

### Temporadas en Liga A
La primera temporada del club en la máxima categoría fue la 1991-92, donde finalizó duodécimo de catorce equipos, salvando la categoría. El equipo ganó 19 partidos y perdió 22, logrando 60 puntos.
En su segundo año en la división, Olimpia finalizó tercero, perdiendo la semifinal ante Atenas de Córdoba. El equipo ganó 32 encuentros y perdió 19, obteniendo 83 puntos. Mismo resultado logró en la temporada 1993-94, siendo semifinalista y habiendo ganado 34 encuentros y perdido 17, logrando 85 puntos.
En 1995, con Julio Lamas como entrenador, llegó por primera vez a la final, la cual disputó ante Independiente de General Pico. El equipo pampeano tuvo ventaja de localía, disputando así los dos primeros encuentros en su estadio. Independiente ganó dichos encuentros, mientras que Olimpia ganó el tercero, disputado en Venado Tuerto. El cuarto partido fue ganado por el equipo pampeano, quien en Venado Tuerto puso la serie 3 a 1 y así, tras ganar como local el quinto juego, se consagró campeón. A pesar del subcampeonato, Olimpia, junto con el campeón, accedieron a la Liga Sudamericana de Clubes de 1996, novedosa competencia entre clubes sudamericanos.

### Campeón argentino y sudamericano
La temporada 1995-96 de Olimpia comenzó con el cambio de entrenador, se fue Julio Lamas y lo reemplazó Horacio Juan Seguí. El equipo contó con Jorge Racca, Alejandro Montecchia, Michael Wilson, Sebastián Uranga y Lucas Victoriano entre otros. La temporada estuvo dividida entre la competencia nacional y la Liga Sudamericana de 1996.
Con la Liga Nacional ya comenzada, Olimpia disputó el grupo D de la Liga Sudamericana, donde venció en cinco de los seis partidos y accedió a cuartos de final. Tras eliminar a Los Caimanes de Colombia y a Dharma Franca de Brasil en semifinales, se consagró ante SC Corinthians de Brasil jugando como visitante en Sao Paulo. Así obtuvo su primer título profesional, además del primer título internacional.
Pasado el festejo internacional, el equipo venadense se consagró ante Atenas de Córdoba en una seria que llegó a los siete partidos. El equipo además contó con el mejor jugador de la temporada Michael Wilson y con el mejor jugador de las finales, Jorge Racca.
Si bien hubo descanso desde el final de la liga hasta septiembre, la temporada terminó oficialmente cuando Olimpia disputó la Copa Intercontinental FIBA de 1996 ante Panathinaikos BC de Grecia en una serie al mejor de tres partidos. El primer encuentro se disputó en el Estadio Cubierto Claudio Newell de Rosario, donde Olimpia auspició de local por un tema de capacidad y llevando 7000 personas. En dicho encuentro, el equipo venadense venció 89 a 83. Pasado el primer encuentro, la revancha se disutó en Atenas, donde el local venció 83 a 78 y forzó un tercer encuentro, también en Atenas y ganado por el equipo griego 101 a 76.

### Fines de los 90 y descenso
Tras la gran temporada 1995-96, el equipo decayó en nivel y finalizó en la mitad de la tabla en las temporadas 1996-97 y 1997-98. En la temporada 1999-99 el equipo se salvó del descenso al ganar en el play-out a Deportivo Roca. Esa victoria le valió disputar una serie ante el subcampeón del TNA de esa temporada, Central Entrerriano, para ver si mantenía o no su cupo en la máxima división. Tras cinco partidos disputados, Olimpia cerró en su estadio la serie ganando 58 a 55 y logrando la permanencia.
La temporada 1999-2000 fue la última de Olimpia en la máxima categoría. Tras terminar último en la fase regular y que se le hayan descontado puntos por falta de pagos, el equipo cayó en los play-offs de descenso ante Ferro de Buenos Aires en tres encuentros y descendió de categoría.

### Temporadas en el TNA
La primera temporada del club en segunda división tras nueve años en la máxima categoría lo tuvo último y descendiendo a la tercera división.
Olimpia volvió a la segunda categoría en la temporada 2003-04 tras ganar la Liga B 2002-03. Bajo la conducción de Víctor Daitch, el equipo comenzó la temporada disputando la segunda edición de la Copa Argentina, donde quedó eliminado en primera ronda. Más tarde, ya en la temporada regular, terminó tercero en la primera fase y segundo en la segunda fase, con 18 victorias y 10 derrotas. Esa ubicación le valió comenzar los play-offs por el ascenso en la semifinal. En semifinales por el ascenso se enfrentó con Regatas Corrientes con ventaja de localía, sin embargo, perdió el primer juego y, a pesar de ganar el segundo, perdió el tercero y el cuarto en Corrientes y quedó eliminado.
La temporada 2004-05 de Olimpia, también con Víctor Daitch como entrenador, comenzó con la disputa de la Copa Argentina, donde quedó eliminado en segunda ronda. En el TNA avanzó a los cuartos de final, donde superó a Pedro Echagüe-Saladillo y cayó en semifinales ante Sionista. En 2005 quedó nuevamente eliminado de la Copa Argentina en primera ronda y, en el torneo quedó decimoprimero tras ser eliminado en los cuartos de final. 
Finalizada esa temporada comenzó un gerenciamiento en el club. En 2006 cambió de nombre a Olimpia CKC por motivos comerciales, y de entrenador con Pablo D'Angelo tomando el mando del equipo. Olimpia quedó eliminado en la primera fase de la Copa Argentina y en el TNA quedó cuarto tras ser eliminado en semifinales. A mitad de temporada el entrenador fue cesanteado y reemplazado por Luis Oroño, quien entró a falta de dos fechas para la finalización de la fase regular. En esta temporada se acrecentaron problemas económicos, tal es el caso que la Asociación de Jugadores emitió un comunicado denotando la falta de pago al plantel de Olimpia por el transcurso de dos meses consecutivos.
A mediados de 2007 el club perdió su plaza en la segunda división por no haber presentado ante la Asociación de Clubes los avales necesarios, más precisamente el «libre deuda» que garantiza que el club ha pagado los contratos vigentes. Automáticamente su plaza pasó a ser de la AdC y los jugadores pasaron a negociar con el club sus deudas. Esta fue la última temporada del club en la categoría.

### Quiebra y actualidad
En 2009 el pasivo del club ascendía al millón y medio de pesos y tenía 50 acreedores. Según los lugareños, la debacle del club comenzó con la quiebra de su mayor auspiciante, el ex Banco Integrado Departamental. La deuda se acrecentó cuando en el año 2000, la comisión directiva no pudo pagar los premios a los jugadores. En 2016 y ante la falta de pagos a los acreedores, el Juzgado de Instrucción de distrito en lo Civil y Comercial y Laboral N.º 1 de Melincué dictaminó la subasta del estadio. Inicialmente el remate sería el primero de septiembre, sin embargo se logró posponer dicho evento por pedido de la comisión a cargo del club.

Es una deuda histórica que viene desde el año 98, cuando el club estaba vinculado al BID y se pagaban sueldos exorbitantes, trayendo jugadores de la NBA. Y se llegó a una situación tal que somos el único club de barrio que tiene como acreedor al Banco Central.
Marcelo Pascual, comisión normalizadora.

En mayo de 2017 el club anunció vía Twitter que salió del proceso de quiebra.

## Estadio
El estadio Olimpia se encuentra ubicado en la misma dirección que la sede, con una capacidad de 3150 personas, 2610 generales y 540 plateas.
En 1996 y con motivo de Copa Intercontinental, Olimpia debió jugar en el Estadio Cubierto Claudio Newell de Rosario.

## Datos del club
En torneos nacionales
- Temporadas en primera división: 9 (1991-92 a 1999-2000)
  - Mejor puesto en la liga: campeón (1995-96)
  - Peor puesto en la liga: 16.º (de 16, en 1999-2000, descendió)
- Temporadas en segunda división:
  - Liga B: 4 (1988 a 1990-91)
    - Mejor puesto en la liga: 2.º (1990-91)
    - Peor puesto en la liga: 23.º (de 34 en 1989)

  - Torneo Nacional de Ascenso: 5 (2000-01, 2003-04 a 2006-07)
    - Mejor puesto en la liga: 4.º (en 2006-07)
    - Peor puesto en la liga: 16.º (de 16 en 2000-01, descendió)
- Temporadas en tercera división:
  - Liga B: 2 (2001-02 y 2002-03)
    - Mejor puesto en la liga: 1.º (2002-03)
- Participaciones en Copa Argentina: 4 (2003 a 2006)
  - Mejor puesto en la copa: eliminado en segunda fase (2004)
  - Peor puesto en la copa: eliminado en primera fase (2003, 2005, 2006)
- Participaciones en el Torneo Copa de Campeones: 2 (1997 y 1998)
  - Mejor puesto en la copa: campeón (1997)
  - Peor puesto en la copa: cuarto (de 6, en 1998)

En torneos internacionales
- En Copa Intercontinental FIBA: 1 (1996)
  - Puesto: subcampeón
- En Liga Sudamericana de Clubes: 2 (1996 y 1997)
  - Mejor puesto: campeón (1996)
  - Peor puesto: tercero (1997)
- En Campeonato Sudamericano de Clubes Campeones: 1 (1994)
  - Mejor puesto: subcampeón (1994)
- En el Campeonato Panamericano de Clubes: 1 (1994)
  - Mejor puesto: subcampeón (1994)
- En Asociación venadense de basketball (10)      Apertura 1986, 1988, 1991, 1994, 1995, 1996, Clausura 1998, 2021, Clausura 2024, Apertura 2025

## Jugadores históricos

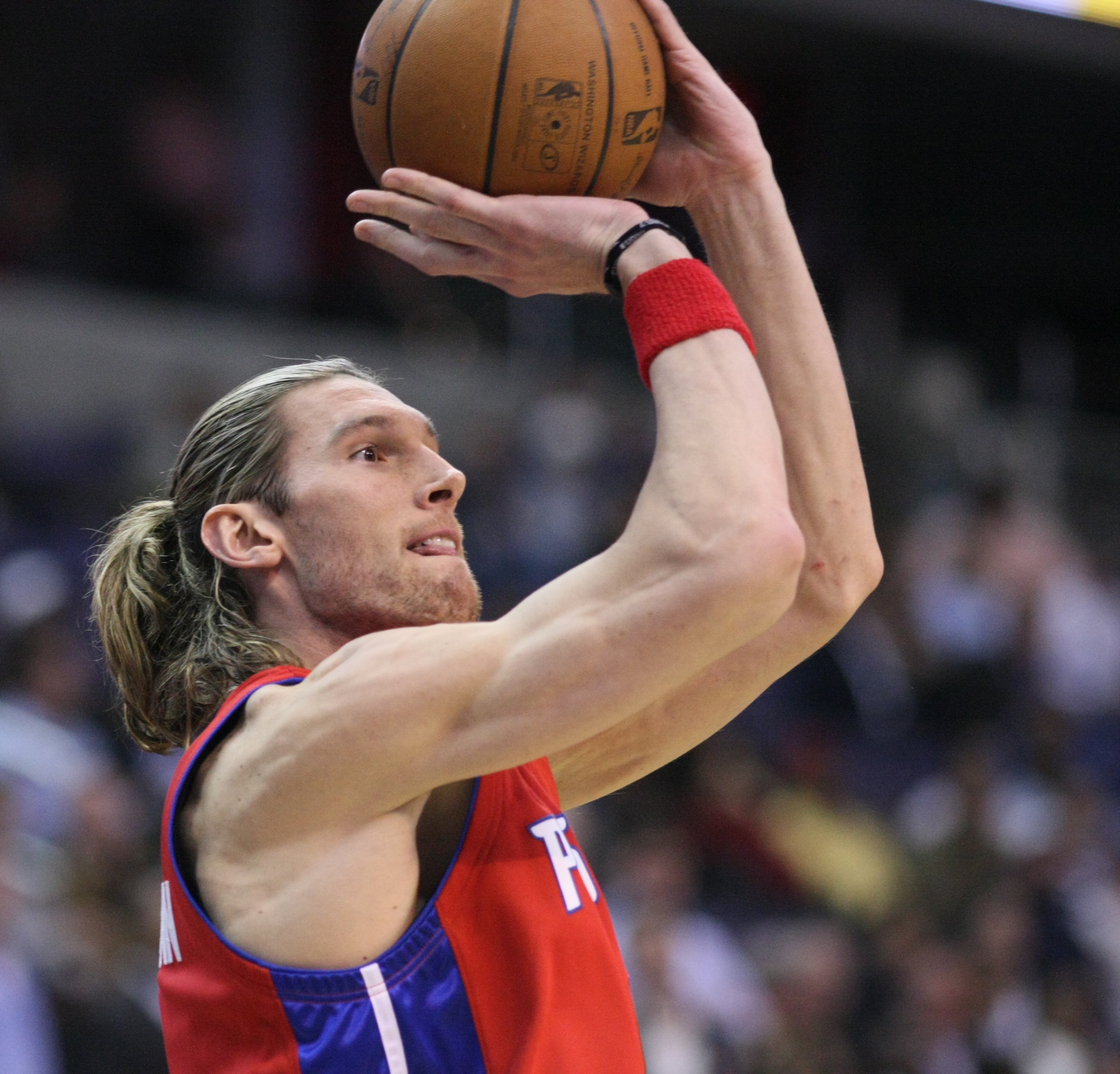
Walter Herrmann, debutó como profesional en Olimpia en 1996.

- 3 - Guillermo Olivieri
- 4 - Andrés Rodríguez
- 5 - Michael Wilson
- 6 - Alejandro Montecchia
- 7 - Carlos López Jordán
- 8 - Lucas Victoriano
- 9 - Federico Helale
- 10 - Leonardo Gutiérrez
- 11 - Alejandro Burgos
- 12 - Sebastián Uranga
- 13 - Jorge Racca
- 14 - Walter Guiñazú
- 15 - Todd Jadlow
- 16 - Andrés Nocioni
- 17 - Walter Herrmann
- 18 - Héctor Campana
- 19 - Selem Safar
- 20 - Damian Palacios
- 21 - Gonzalo Bogado
- 22 - Matias Cudos
- 23 - Ariel Molina
- 24 - Marcelo Duffy
- 25 - Fennis Dembo
- 26 - Manuel Garcia
- 27 - Bautista Bazzetti